# Berlise
Berlise é uma comuna francesa na região administrativa de Altos da França, no departamento de Aisne. Estende-se por uma área de 6,59 km². Em 2010 a comuna tinha 109 habitantes (densidade: 16,5 hab./km²).